# Ski acrobatique aux Jeux olympiques de 2018 – Sauts hommes
Navigation
Sotchi 2014 Pékin 2022
L'épreuve masculine de saut acrobatique aux Jeux olympiques d'hiver de 2018 a lieu le 18 février 2018 au Bokwang Phoenix Park. C'est la septième apparition de cette épreuve aux Jeux olympiques d'hiver.

## Médaillés
| Or                  | Argent       | Bronze     |
| Oleksandr Abramenko | Jia Zongyang | Ilya Burov |

## Résultats

### Qualification 1
| Rang | Dossard | Nom                  | Nationalité     | Score  | Note |
| ---- | ------- | -------------------- | --------------- | ------ | ---- |
| 1    | 10      | Jonathon Lillis      | États-Unis      | 127,44 | Q    |
| 2    | 5       | Qi Guangpu           | Chine           | 126,70 | Q    |
| 3    | 2       | Jia Zongyang         | Chine           | 126,55 | Q    |
| 4    | 15      | Stanislau Hladchenko | Biélorussie     | 126,11 | Q    |
| 5    | 16      | Pavel Krotov         | Russie (OAR)    | 124,89 | Q    |
| 6    | 8       | Olivier Rochon       | Canada          | 124,34 | Q    |
| 7    | 25      | Dimitri Isler        | Suisse          | 123,98 |      |
| 8    | 7       | Ilya Burov           | Russie (OAR)    | 123,98 |      |
| 9    | 6       | Oleksandr Abramenko  | Ukraine         | 123,01 |      |
| 10   | 13      | Wang Xindi           | Chine           | 121,24 |      |
| 11   | 3       | Anton Kushnir        | Biélorussie     | 120,80 |      |
| 12   | 1       | Maxim Burov          | Russie (OAR)    | 117,65 |      |
| 13   | 27      | Noé Roth             | Suisse          | 116,06 |      |
| 14   | 26      | Mischa Gasser        | Suisse          | 113,72 |      |
| 15   | 18      | David Morris         | Australie       | 112,83 |      |
| 16   | 14      | Liu Zhongqing        | Chine           | 107,08 |      |
| 17   | 12      | Naoya Tabara         | Japon           | 103,98 |      |
| 18   | 4       | Maxim Gustik         | Biélorussie     | 92,92  |      |
| 19   | 30      | Ildar Badrutdinov    | Kazakhstan      | 89,18  |      |
| 20   | 28      | Nicolas Gygax        | Suisse          | 88,29  |      |
| 21   | 9       | Lewis Irving         | Canada          | 87,17  |      |
| 22   | 17      | Eric Loughran        | États-Unis      | 86,28  |      |
| 23   | 11      | Mac Bohonnon         | États-Unis      | 85,97  |      |
| 24   | 29      | Lloyd Wallace        | Grande-Bretagne | 73,06  |      |
| 25   | 19      | Stanislav Nikitin    | Russie (OAR)    | 70,59  |      |

### Qualification 2
| Rang | Dossard | Nom                 | Nationalité     | Saut 1 | Saut 2 | Score  | Note |
| ---- | ------- | ------------------- | --------------- | ------ | ------ | ------ | ---- |
| 1    | 7       | Ilya Burov          | Russie (OAR)    | 123,98 | 126,55 | 126,55 | Q    |
| 2    | 18      | David Morris        | Australie       | 112,83 | 124,89 | 124,89 | Q    |
| 3    | 25      | Dimitri Isler       | Suisse          | 123,98 | 88,94  | 123,98 | Q    |
| 4    | 6       | Oleksandr Abramenko | Ukraine         | 123,01 | 123,08 | 123,08 | Q    |
| 4    | 14      | Liu Zhongqing       | Chine           | 107,08 | 123,08 | 123,08 | Q    |
| 6    | 26      | Mischa Gasser       | Suisse          | 113,72 | 121,72 | 121,72 | Q    |
| 7    | 3       | Anton Kushnir       | Biélorussie     | 120,80 | 121,27 | 121,27 |      |
| 8    | 13      | Wang Xindi          | Chine           | 121,24 | 96,38  | 121,24 |      |
| 9    | 1       | Maxim Burov         | Russie (OAR)    | 117,65 | 116,37 | 117,65 |      |
| 10   | 27      | Noé Roth            | Suisse          | 116,06 | 116,64 | 116,64 |      |
| 11   | 11      | Mac Bohonnon        | États-Unis      | 85,97  | 112,39 | 112,39 |      |
| 12   | 19      | Stanislav Nikitin   | Russie (OAR)    | 70,59  | 111,06 | 111,06 |      |
| 13   | 12      | Naoya Tabara        | Japon           | 103,98 | 78,73  | 103,98 |      |
| 14   | 29      | Lloyd Wallace       | Grande-Bretagne | 73,06  | 100,03 | 100,03 |      |
| 15   | 30      | Ildar Badrutdinov   | Kazakhstan      | 89,18  | 94,47  | 94,47  |      |
| 16   | 4       | Maxim Gustik        | Biélorussie     | 92,92  | 89,14  | 92,92  |      |
| 17   | 28      | Nicolas Gygax       | Suisse          | 88,29  | 88,92  | 88,92  |      |
| 18   | 9       | Lewis Irving        | Canada          | 87,17  | 78,73  | 87,17  |      |
| 19   | 17      | Eric Loughran       | États-Unis      | 86,28  | 72,40  | 86,28  |      |

### Finales
| Rang                                | Dossard | Nom                  | Nationalité  | Manche 1 | Rang | Manche 2 | Rang | Manche 3 | Rang |
| ----------------------------------- | ------- | -------------------- | ------------ | -------- | ---- | -------- | ---- | -------- | ---- |
| Médaille d'or, Jeux olympiques      | 6       | Oleksandr Abramenko  | Ukraine      | 125,67   | 3    | 125,79   | 4    | 128,51   | 1    |
| Médaille d'argent, Jeux olympiques  | 2       | Jia Zongyang         | Chine        | 118,55   | 9    | 128,76   | 1    | 128,05   | 2    |
| Médaille de bronze, Jeux olympiques | 7       | Ilya Burov           | Russie (OAR) | 122,13   | 6    | 123,53   | 6    | 122,17   | 3    |
| 4                                   | 16      | Pavel Krotov         | Russie (OAR) | 126,11   | 2    | 124,89   | 5    | 103,17   | 4    |
| 5                                   | 8       | Olivier Rochon       | Canada       | 125,67   | 4    | 128,05   | 2    | 98,11    | 5    |
| 6                                   | 15      | Stanislau Hladchenko | Biélorussie  | 123,01   | 5    | 126,70   | 3    | 92,61    | 6    |
| 7                                   | 5       | Qi Guangpu           | Chine        | 127,44   | 1    | 122,17   | 7    | —        | —    |
| 8                                   | 10      | Jonathon Lillis      | États-Unis   | 121,68   | 7    | 95,47    | 8    | —        | —    |
| 9                                   | 14      | Liu Zhongqing        | Chine        | 119,47   | 8    | 94,57    | 9    | —        | —    |
| 10                                  | 18      | David Morris         | Australie    | 111,95   | 10   | —        | —    | —        | —    |
| 11                                  | 26      | Mischa Gasser        | Suisse       | 99,12    | 11   | —        | —    | —        | —    |
| 12                                  | 25      | Dimitri Isler        | Suisse       | 97,79    | 12   | —        | —    | —        | —    |